# Boston Marathon 2011

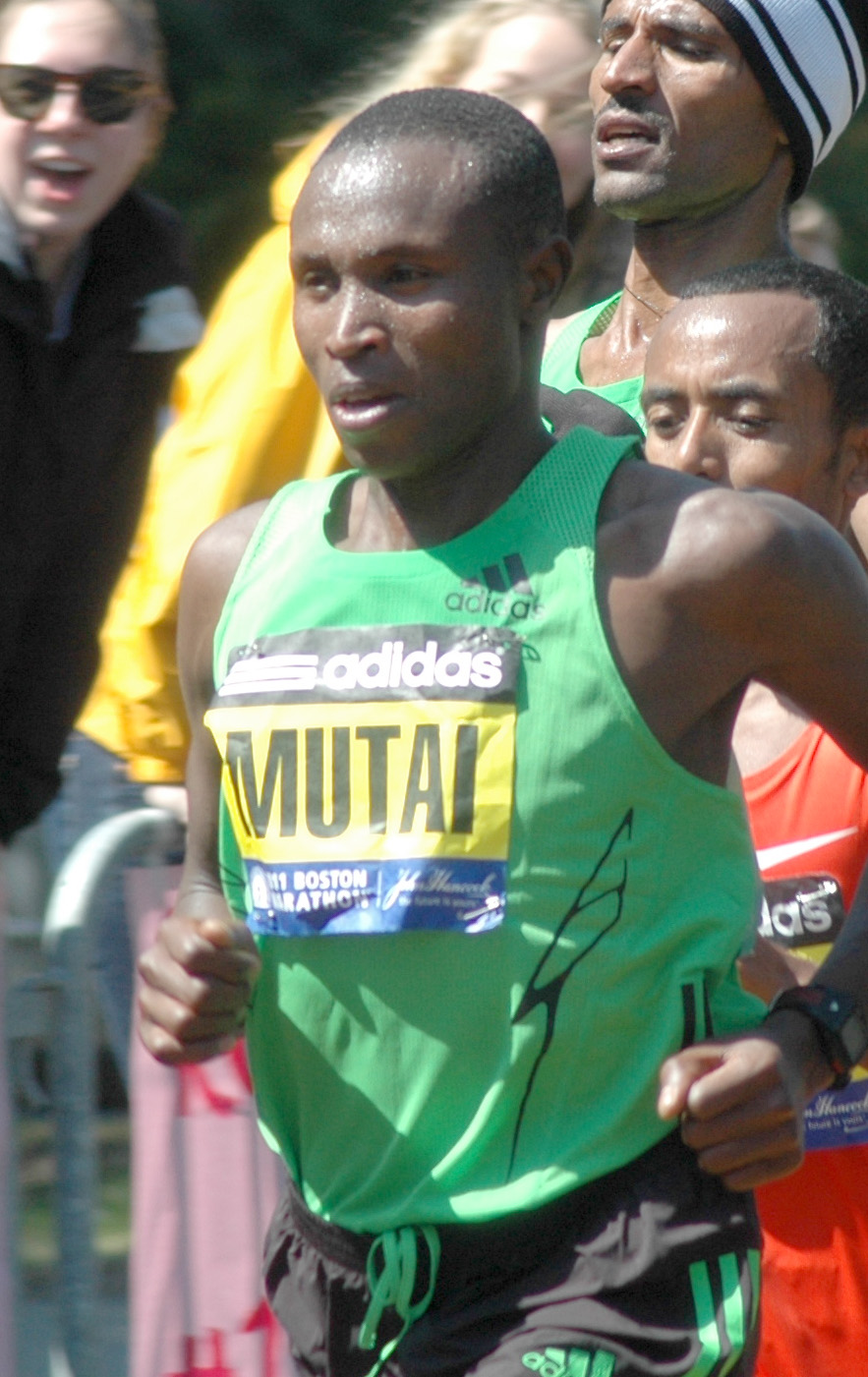
Geoffrey Mutai tijdens de Boston Marathon 2011.

De Boston Marathon 2011 werd gelopen op 18 april 2011. Het was de 115e editie van de Boston Marathon.
De overwinning was weggelegd voor de Keniaan Geoffrey Mutai. In een tijd van 2:03.02 was hij sneller dan het wereldrecord van Haile Gebrselassie. De tijd werd echter niet als wereldrecord erkend, omdat het verloop in het parcours te gunstig was volgens de regels van de IAAF.
Bij de vrouwen ging de overwinning ook naar Kenia: Caroline Kilel won met zes seconden voorsprong op de Amerikaans Desiree Davila.
De starttijden waren dit jaar als volgt:
- 09:00 : Bewegingsbeperkende deelnemers
- 09:17 : Push Rim rolstoel divisie
- 09:22 : Handbike deelnemers
- 09:32 : Elite vrouwen
- 10:00 : Elite mannen en 1e golf
- 10:20 : 2e golf
- 10:40 : 3e golf

## Uitslagen

### Mannen
| rang   | naam                     | land | tijd    |
| ------ | ------------------------ | ---- | ------- |
| Goud   | Geoffrey Mutai           | KEN  | 2:03.02 |
| Zilver | Moses Mosop              | KEN  | 2:03.06 |
| Brons  | Gebre Gebremariam        | ETH  | 2:04.53 |
| 4      | Ryan Hall                | USA  | 2:04.58 |
| 5      | Abreham Cherkos          | ETH  | 2:06.13 |
| 6      | Robert Kiprono Cheruiyot | KEN  | 2:06.43 |
| 7      | Philip Sanga             | KEN  | 2:07.10 |
| 8      | Deressa Edae             | ETH  | 2:07.39 |
| 9      | Bekana Daba              | ETH  | 2:08.03 |
| 10     | Robert Kipchumba         | KEN  | 2:08.44 |
| 11     | Peter Kamais             | KEN  | 2:09.50 |
| 12     | Juan-Carlos Cardona      | COL  | 2:12.17 |
| 13     | Gilbert Yegon            | KEN  | 2:13.00 |
| 14     | Migidio Bourifa          | ITA  | 2:13.45 |
| 15     | Toyoyuki Abe             | JPN  | 2:15.48 |
| 16     | Zachary Hine             | USA  | 2:16.54 |
| 17     | Paul Peterson            | USA  | 2:17.35 |
| 18     | Diego-Alberto Colorado   | COL  | 2:17.54 |
| 19     | Franklin Tenorio         | ECU  | 2:17.56 |
| 20     | Christopher Pannone      | USA  | 2:18.05 |
| 21     | Said Boudalia            | ITA  | 2:18.31 |
| 22     | Kalib Wilkinson          | USA  | 2:19.53 |
| 23     | Terrence Shea            | USA  | 2:20.48 |
| 24     | Benjamin Payne           | USA  | 2:21.01 |
| 25     | Jacob Bradosky           | USA  | 2:21.11 |

### Vrouwen
| rang   | naam                      | land | tijd    |
| ------ | ------------------------- | ---- | ------- |
| Goud   | Caroline Kilel            | KEN  | 2:22.36 |
| Zilver | Desiree Linden            | USA  | 2:22.38 |
| Brons  | Sharon Cherop             | KEN  | 2:22.42 |
| 4      | Caroline Rotich           | KEN  | 2:24.26 |
| 5      | Kara Goucher              | USA  | 2:24.52 |
| 6      | Dire Tune                 | ETH  | 2:25.08 |
| 7      | Workenesh Kidane          | ETH  | 2:26.15 |
| 8      | Yolanda-Beatriz Caballero | COL  | 2:26.17 |
| 9      | Alice Timbilil            | KEN  | 2:26.34 |
| 10     | Yuliya Ruban              | UKR  | 2:27.00 |
| 11     | Tirfe Beyene              | ETH  | 2:27.29 |
| 12     | Woinshet Girma            | ETH  | 2:28.48 |
| 13     | Helen Wanjiru             | KEN  | 2:29.06 |
| 14     | Sylvia Skvortsova         | RUS  | 2:29.14 |
| 15     | Tatjana Poesjkarjova      | RUS  | 2:29.20 |
| 16     | Clara Santucci            | USA  | 2:29.54 |
| 17     | Larisa Zyusko             | RUS  | 2:34.22 |
| 18     | Jennifer Houck            | USA  | 2:34.28 |
| 19     | Svetlana Zacharova        | RUS  | 2:35.47 |
| 20     | Caroline White            | USA  | 2:37.32 |
| 21     | Nan Kennard               | USA  | 2:38.12 |
| 22     | Sheri Piers               | USA  | 2:39.23 |
| 23     | Kasie Enman               | USA  | 2:39.55 |
| 24     | Caitlin Smith             | USA  | 2:41.37 |
| 25     | Louise Knudson            | USA  | 2:42.42 |

1897 ·
1898 ·
1899 ·
1900 ·
1901 ·
1902 ·
1903 ·
1904 ·
1905 ·
1906 ·
1907 ·
1908 ·
1909 ·
1910 ·
1911 ·
1912 ·
1913 ·
1914 ·
1915 ·
1916 ·
1917 ·
1918 ·
1919 ·
1920 ·
1921 ·
1922 ·
1923 ·
1924 ·
1925 ·
1926 ·
1927 ·
1928 ·
1929 ·
1930 ·
1931 ·
1932 ·
1933 ·
1934 ·
1935 ·
1936 ·
1937 ·
1938 ·
1939 ·
1940 ·
1941 ·
1942 ·
1943 ·
1944 ·
1945 ·
1946 ·
1947 ·
1948 ·
1949 ·
1950 ·
1951 ·
1952 ·
1953 ·
1954 ·
1955 ·
1956 ·
1957 ·
1958 ·
1959 ·
1960 ·
1961 ·
1962 ·
1963 ·
1964 ·
1965 ·
1966 ·
1967 ·
1968 ·
1969 ·
1970 ·
1971 ·
1972 ·
1973 ·
1974 ·
1975 ·
1976 ·
1977 ·
1978 ·
1979 ·
1980 ·
1981 ·
1982 ·
1983 ·
1984 ·
1985 ·
1986 ·
1987 ·
1988 ·
1989 ·
1990 ·
1991 ·
1992 ·
1993 ·
1994 ·
1995 ·
1996 ·
1997 ·
1998 ·
1999 ·
2000 ·
2001 ·
2002 ·
2003 ·
2004 ·
2005 ·
2006 ·
2007 ·
2008 ·
2009 ·
2010 ·
2011 ·
2012 ·
2013 ·
2014 ·
2015 ·
2016 ·
2017 ·
2018 ·
2019 ·
2020 ·
2021 ·
2022